# Vratislav Hošek

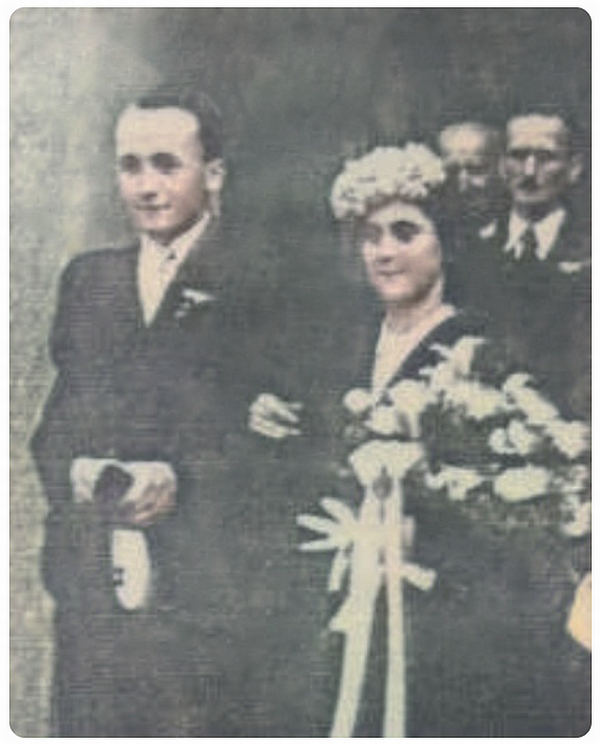
Svatební fotografie novomanželů Hoškových

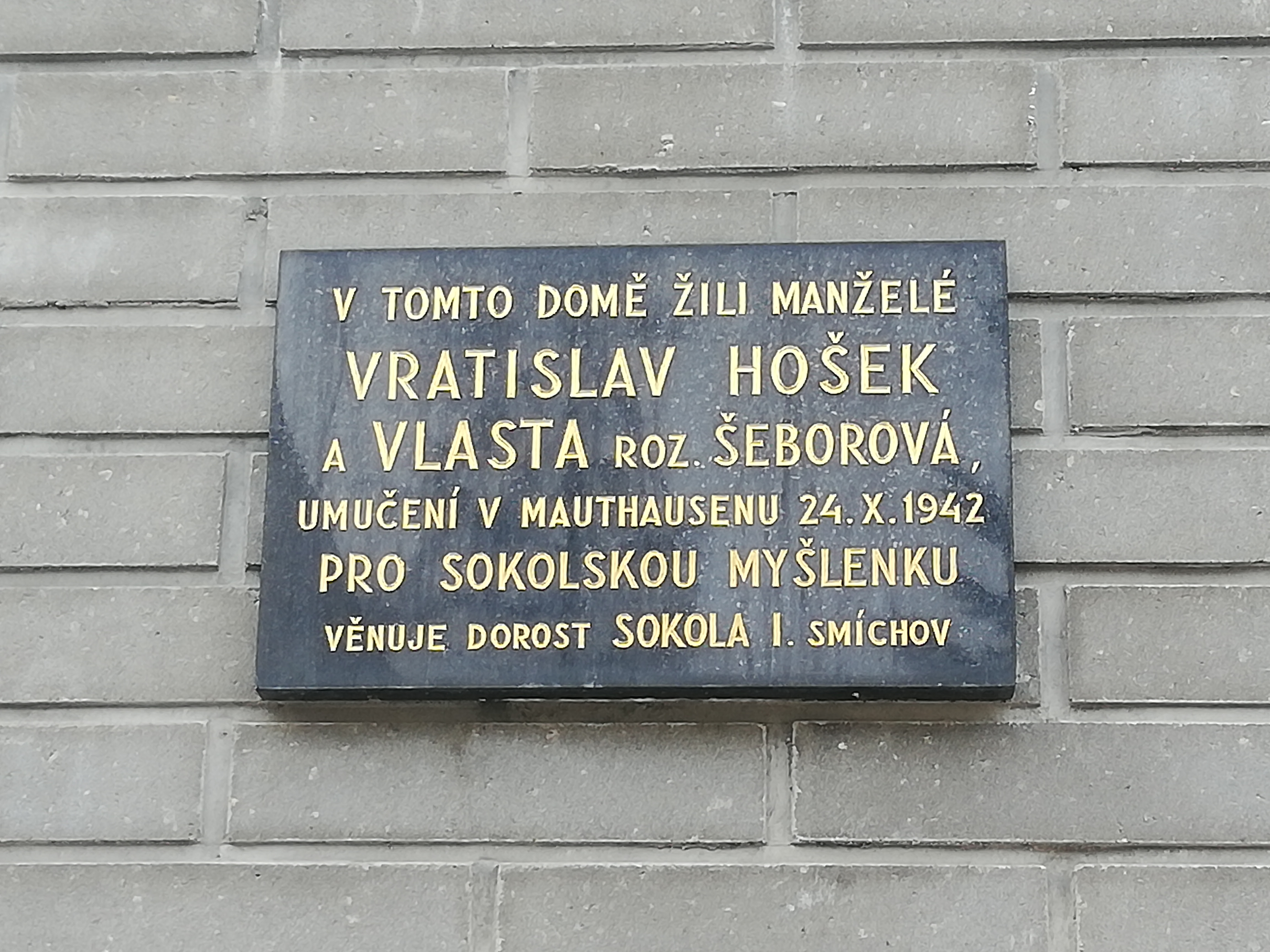
Pamětní deska u vchodu do činžovního domu na adrese: U Mrázovky 1187/22, 150 00 Praha 5 – Smíchov

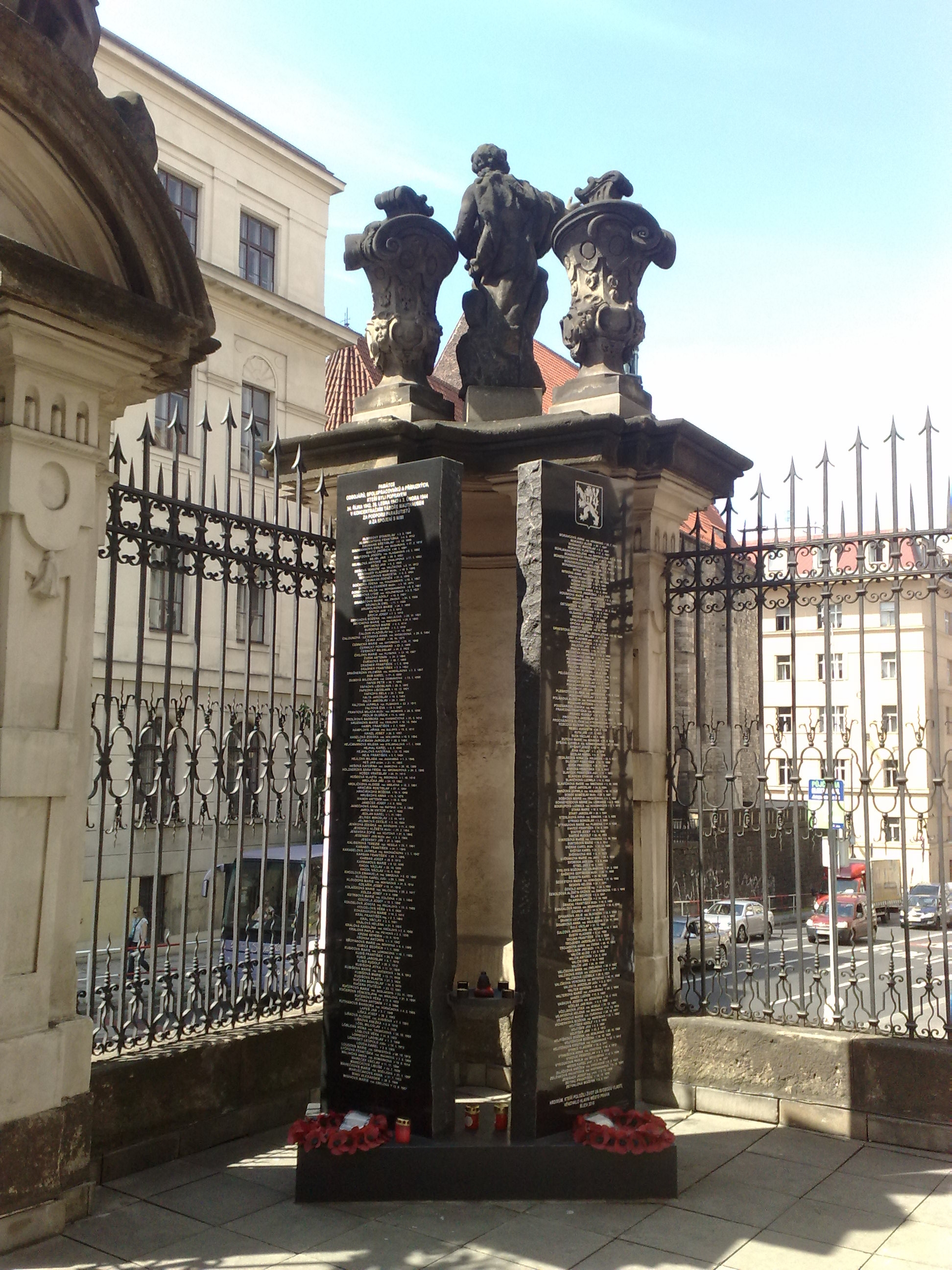
Pomník odbojářům popraveným a umučeným v souvislosti s operací Anthropoid v Resslově ulici v Praze

Vratislav Hošek (20. listopadu 1913 Smíchov – 24. října 1942, KT Mauthausen) byl spolu se svojí ženou Vlastou Hoškovou za protektorátu členem sokolského odboje a oba manželé Hoškovi patřili k podporovatelům parašutistů operace Anthropoid.

## Život

### Před začleněním do sokolského odboje
Vratislav Hošek se narodil 20. listopadu 1913 na Smíchově u Prahy rodičům Jaromíru a Růženě Hoškové rozené Karbanové. V době Protektorátu Čechy a Morava zastával úřednické místo (kancelářský oficiant) u Vrchního soudu v Praze. Vratislav Hošek byl členem církve českobratrské evangelické a také byl členem Sokola v Praze na Smíchově (I. Župa Jungmannova). Spolu se svou ženou Vlastou Hoškovou (rozenou Šeborovou) bydleli v bytě v činžovním domě v Praze 5 na Smíchově v ulici U Mrázovky 1187/22. Vlasta Hošková se narodila 1. října 1919 v Praze. Za protektorátu byla zaměstnána jako korespondentka. Byla členkou Sokola Smíchov (I. Župa Jungmannova).

### V protiněmeckém odboji
Do protiněmecké rezistence v řadách sokolského odboje jej zapojil člen sokolské odbojové organizace JUDr. Jan Svoboda nedlouho potom, co se dozvěděl o přítomnosti dvou parašutistů ze skupiny Anthropoid, kterým pomáhá sokolská odbojová organizace. Vratislav Hošek a jeho manželka Vlasta Hošková patřili k přátelům a odbojovým spolupracovníkům Anny Šrámkové, dobrovolné sestry československého červeného kříže (ČSČK). Manželé Hoškovi podporovali parašutisty připravující atentát na zastupujícího říšského protektora Reinharda Heydricha a na jaře roku 1942 ukrývali ve svém bytě parašutisty Jana Kubiše a Jozefa Gabčíka.

### Zatčení, věznění, ...
Dne 23. června 1942 byli oba manželé Hoškovi zatčeni pražským gestapem. Stanný soud v Praze odsoudil Vratislava Hoška v nepřítomnosti 29. září 1942 k trestu smrti. Z policejní vazby v Praze na Pankráci byl deportován do věznice pražského gestapa v Malé pevnosti v Terezíně, odtud pak následně na popravu do koncentračního tábora Mauthausen. Životní pouť Vratislava a Vlasty Hoškových skončila za druhé heydrichiády popravou 24. října 1942 v KT Mauthausen. Vratislav Hošek byl zavražděn střelou do týla v 16 hodin a 20 minut. Vlasta Hošková byla zavražděna v 11 hodin 36 minut.

## Připomínky manželů Hoškových
- Na domě, kde manželé Hoškovi během druhé světové války bydleli, je umístěna pamětní deska s následujícím textem: „V TOMTO DOMĚ ŽILI MANŽELÉ / VRATISLAV HOŠEK / A VLASTA ROZ. ŠEBOROVÁ, / UMUČENI V MAUTHAUSENU 24.X.1942 / PRO SOKOLSKOU MYŠLENKU / VĚNUJE DOROST SOKOLA I. SMÍCHOV“.[6][7]
- Na terase pravoslavného chrámu svatého Cyrila a Metoděje v Resslově ulici v Praze byl v lednu roku 2011 slavnostně odhalen pomník spolupracovníků parašutistů a jejich rodinných příslušníků, kteří byli popraveni v německém koncentračním táboře Mauthausenu.[8] Pomník je společným dílem české akademické sochařky Marie Šeborové (* 29. srpna 1966) a písmokameníka Pavla Tošnara z pražských Kolovrat, má tvar dvou navzájem pravoúhle vztyčených kvádrů z černého leštěného kamene a na dvou vertikálně protáhlých deskách nese nápis:[8]

Památce odbojářů, spolupracovníků a příbuzných, kteří byli popraveni 24 října 1942, 26. ledna 1943 a 3. února 1944 v koncentračním táboře Mauthausen za podporu parašutistů a za spojení s nimi ..... (následuje výčet jmen) .... Hošek Vratislav *20. 11. 1913, Hošková Vlasta roz. Siborová *1. 10. 1919 .... (výčet jmen pokračuje i na druhé desce se státním znakem Československa, která končí větou:) ... Hrdinům, kteří položili život za svobodu vlasti, věnovalo Hlavní město Praha, říjen 2010.